# Малагат 11
Малагат 11 (англ. Malahat 11) — індіанська резервація в Канаді, у провінції Британська Колумбія, у межах регіонального округу Каувічен-Велі.

## Населення
За даними перепису 2016 року, індіанська резервація нараховувала 143 особи, показавши зростання на 40,2%, порівняно з 2011-м роком. Середня густина населення становила 58,3 осіб/км².
З офіційних мов обидвома одночасно володіли 5 жителів, тільки англійською — 145. Усього 5 осіб вважали рідною мовою не одну з офіційних, з них усі — одну з корінних мов.
Працездатне населення становило 42,1% усього населення, рівень безробіття — 25%.

## Клімат
Середня річна температура становить 9,3°C, середня максимальна – 19,4°C, а середня мінімальна – -1,3°C. Середня річна кількість опадів – 1 088 мм.
| Клімат поселення                              | Клімат поселення | Клімат поселення | Клімат поселення | Клімат поселення | Клімат поселення | Клімат поселення | Клімат поселення | Клімат поселення | Клімат поселення | Клімат поселення | Клімат поселення | Клімат поселення | Клімат поселення |
| Показник                                      | Січ.             | Лют.             | Бер.             | Квіт.            | Трав.            | Черв.            | Лип.             | Серп.            | Вер.             | Жовт.            | Лист.            | Груд.            |                  |
| Середній максимум, °C                         | 7,36             | 8,47             | 10,06            | 12,37            | 15,41            | 17,98            | 18,98            | 19,41            | 16,72            | 12,44            | 8,39             | 6,19             |                  |
| Середня температура, °C                       | 3,02             | 4,13             | 5,74             | 8,04             | 11,07            | 13,63            | 16,34            | 16,75            | 14,05            | 9,76             | 5,75             | 3,55             |                  |
| Середній мінімум, °C                          | −1,33            | −0,21            | 1,39             | 3,69             | 6,73             | 9,30             | 13,65            | 14,10            | 11,40            | 7,11             | 3,08             | 0,89             |                  |
| Норма опадів, мм                              | 180              | 118              | 99               | 63               | 44               | 36               | 22               | 29               | 35               | 99               | 183              | 180              |                  |
| Середньомісячна швидкість вітру, м/с          | 3.57             | 3.44             | 3.48             | 3.42             | 3.36             | 3.38             | 3.22             | 2.94             | 2.65             | 2.85             | 3.54             | 3.61             |                  |
| Середньомісячна сонячна радіація, кДж/м²·день | 3238             | 6053             | 9896             | 14762            | 18430            | 19813            | 21088            | 18058            | 13197            | 7115             | 3664             | 2620             |                  |
| --------------------------------------------- | ---------------- | ---------------- | ---------------- | ---------------- | ---------------- | ---------------- | ---------------- | ---------------- | ---------------- | ---------------- | ---------------- | ---------------- | ---------------- |
| Джерело:                                      |                  |                  |                  |                  |                  |                  |                  |                  |                  |                  |                  |                  |                  |